# No Offence
No Offence, stilizirano kot No Offence... (angleško: Brez zamere), je debitantski studijski album slovenske keltske punk skupine Happy Ol' McWeasel, izdan leta 2012. Z albuma sta izšla dva singla: priredba irske ljudske pesmi »Irish Rover« in avtorska pesem »Grizzly Bear«, obe v obliki videospota.
Pesem »Danny Boy« v izvedbi skupine je bila leta 2014 uporabljena v epizodi ameriške TV-serije The Crazy Ones.

## Seznam pesmi
Vse pesmi je napisala skupina Happy Ol' McWeasel, razen, kjer je posebej navedeno.
| Št.             | Naslov                           | Dolžina |
| --------------- | -------------------------------- | ------- |
| 1.              | „No Offence‟                     | 3:34    |
| 2.              | „Irish Rover‟ (tradicionalna)    | 3:04    |
| 3.              | „Sail Away‟                      | 3:46    |
| 4.              | „Drunken Sailor‟ (tradicionalna) | 3:47    |
| 5.              | „Hairy Grizzly‟                  | 3:17    |
| 6.              | „Foggy Dew‟ (tradicionalna)      | 3:36    |
| 7.              | „Still in the League‟            | 4:36    |
| 8.              | „Murphy's Law‟                   | 3:27    |
| 9.              | „Danny Boy‟ (tradicionalna)      | 3:46    |
| 10.             | „Better Times‟                   | 3:02    |
| Skupna dolžina: | Skupna dolžina:                  | 36:00   |

## Zasedba

### Happy Ol' McWeasel
- Gregor Jančič — vokal
- Primož Zajšek — harmonika
- Tine Trapečar — bendžo, akustična kitara
- Aleš Pišotek — električna kitara
- Martin Bezjak — viola
- Bine Zorko — bas kitara
- Aleš Voglar — bobni, tolkala

### Ostali
- Uroš Dokl — irska piščal (6)
- Mika Jusilla — mastering